# 維多利亞·托卡列娃
維多利亞·萨穆伊洛芙娜·托卡列娃（俄语：Виктория Самуиловна Токарева，羅馬化：Viktoriya Samuilovna Tokareva，1937年11月20日—），苏联及俄罗斯编剧和短篇小说家。
1987年12月11日，在文學領域獲得蘇聯榮譽勳章。

## 生平
1937年，托卡列娃出生于苏联列寧格勒。十二岁时，母亲为她读了契诃夫的短篇小说《佐西利达的提琴》（Скрипка Ротшильда），她愛上文學。然而，这种对文学的热爱没有隨即转化为成为作家的愿望。最初，托卡列娃申请医学院。当向醫學院的申请遭到拒绝后，她决定学习音乐，在圣彼得堡音乐学院学习了4年钢琴。
音樂方面，托卡列娃也没有獲得成功。她勉強在莫斯科郊区的学校找到了一份音乐老师的工作。隨後，托卡列娃决定改行成为演员。1963年，进入格拉西莫夫电影学院。在電影學院，她发现了自己作为作家的天赋，以及適合當個影視编剧。研究所第二年，托卡列娃在文学杂志《青年近衛軍》上发表了第一篇短篇小说《没有说谎的一天》（День без вранья）。自此，托卡列娃就一直坚持写作，在《新世界》等杂志上发表作品，代表作有《圓滿的結局》 (Хеппи энд, 1995)、《替我活》（Вместо меня, 1995)、《天馬》 (Лошади с крыльями, 1996)等。
托卡列娃笔下人物往往是面临普通问题的普通人，读者很容易与之产生共鸣。大部分角色都是女性，因此，她被视为女性書寫的代表作家。她的作品有时显得說教，维护传统价值和性别角色，导致西方批评家给她贴上“前女性主义者”的标签。尽管她主要依现实主义传统写作，但有时她也会涉足她所谓的“魔幻现实主义”，将神奇的事件编织到日常生活中。

## 作品

### 單著
- 《没有说谎的一天》（День без вранья, 1964)
- 《当天气转暖时》 (Когда стало немножко теплее, 1972)
- 《飄蕩着的鞦韆：沒什麼特別的》 (Летающие качели: Ничего особенного, 1987)
- 《説——不説》(Сказать - не сказать, 1991)
- 《鬥牛》 (Коррида, 1993)
- 《不可为自己雕刻偶像》 (Не сотвори, 1995)
- 《圓滿的結局》 (Хеппи энд, 1995)
- 《替我活》（Вместо меня, 1995)
- 《天馬》 (Лошади с крыльями, 1996)
- 《行和不行》(Можно и нельзя, 1997)
- 《飄蕩着的鞦韆》(Летающие качели, 1997)
- 《沒什麼特別的》 (Ничего особенного, 1997)
- 《淡紫色的衣服》 (Лиловый костюм, 1999)
- 《雪崩》(Лавина, 1997)
- 《霧中星》 (1999)
- 《光滑的面孔》 (Гладкое личико, 1999)
- 《一切正常，一切都好》 (Всё нормално. Всё хорошо, 2000)
- 《自己的真實》 (Своя правда, 2002)
- 《射手座》(Стрелец, 2000)
- 《百萬富翁的生活》 (Из жизни миллионеров, 2003)

### 影視剧本
- 《文學課》 (Урок литературы, 1968)
- 《成功紳士》 (Джентльмены удачи, 1972)
- 《悔在杯中》(1976)
- 《米米諾》 (Мимино, 1977)
- 《行走在鋼琴上的狗》 (Шла собака по роялю, 1978)
- 《帽子》 (Шляпа, 1981)
- 《舉手之勞》 ( , 1984)

### 註腳
1. ↑  .   [2019-01-23]. （原始内容存档于2019-08-20）.
2. ↑  See e.g. Richard Chapple, "Happily Never After," in Fruits of Her Plume. Ed. Helena Goscilo. Armonk: M.E. Sharpe, 1993. 185-204

### 文獻
- Виктория Самойловна Токарева （页面存档备份，存于） at peoples.ru
- Bulashova, S. and I. Korchagina. "From an Interview with Viktoriia Tokareva: December 1989." Interpretation of Artistic Texts. Ed. M. I. Gorelikova. Moscow: University of Moscow Press, 194-196.
- Lyubov Popov and Radha Balasubramanian, Introduction to Viktoria Tokareva’s Life and Works, University of Nebraska Lincoln.
- Viktoria Tokoreva by Stephen Shenfield
- Interview with Victoria Tokareva
- Women's Prose （页面存档备份，存于）
- Why A Russian Woman Would Go To A Burning Izba